# Ljutoglava
Lutogllavë en albanais et Ljutoglava en serbe latin (en serbe cyrillique : Љутоглава) est une localité du Kosovo située dans la commune/municipalité de Pejë/Peć et dans le district de Pejë/Peć. Selon le recensement kosovar de 2011, elle compte 951 habitants.

## Démographie

### Évolution historique de la population dans la localité
| 1948 | 1953 | 1961 | 1971 | 1981  | 1991  | 2011 |
| ---- | ---- | ---- | ---- | ----- | ----- | ---- |
| 492  | 516  | 644  | 862  | 1 097 | 1 111 | 951  |

|  |

### Répartition de la population par nationalités (2011)
En 2011, les Albanais représentaient 93,17 % de la population et les Égyptiens 5,36 %.